# 幻想的ワルツ
『幻想的ワルツ』（ロシア語: Вальс-фантазия）は、ミハイル・グリンカが1839年に作曲したワルツ。原曲はピアノ独奏曲であるが、現在では管弦楽曲として有名である。

## 概要
1839年当時、グリンカは妻であるマリヤ・ペトロヴナとの結婚生活が破綻し、オペラ『皇帝に捧げた命』の成功により任命された宮廷合唱団楽長の職も、上司である監督官アレクセイ・リヴォフとの関係が円滑ではなく、仕事への情熱をも失い、自宅にほとんど戻らず親しい友人の家を泊まり歩いていた。この時、知り合ったのがエカチェリーナ・ケルン（ロシア語: Екатерина Керн、1818 - 1904）という若い女性で、グリンカは聡明な彼女に夢中になり、彼女のためにいくつかの作品を作っている。このワルツもそのうちの一つで、ピアノ曲『ワルツ』として発表され、エカチェリーナに献呈された。
グリンカのピアノ演奏により評判になったこの曲は、ウィーンからサンクトペテルブルクにやって来て、指揮者として活躍していたドイツ人のヨーゼフ・ヘルマン（ゲルマン）が管弦楽に編曲し、パヴロフスク駅の演奏会で盛んに演奏したため、「パヴロフスクのワルツ」と呼ばれて有名になった。
グリンカは、1844年にロシアを離れパリに向かったが、1845年4月10日にパリで行われた演奏会のために、この曲を自身で編曲し直し『ワルツ・スケルツォ』の題名で演奏している。
その後、ヘルマン編曲版もグリンカの最初の編曲版も失われてしまったため、グリンカは亡くなる前年の1856年に再度、管弦楽編曲を行い決定版とした。この版は1856年4月5日にサンクトペテルブルクで演奏されている。
後年、グラズノフやチャイコフスキーらが作曲したワルツの原点ともいうべき作品である。グラズノフは1913年にミハイル・レールモントフの戯曲『仮面舞踏会』の付随音楽を手掛けた際、幻想的ワルツを劇中で使用している。
セルゲイ・リャプノフによる四手連弾用の編曲も知られている。

## 編成
フルート2、オーボエ2、クラリネット2、ファゴット2、ホルン4、トランペット2、バストロンボーン、ティンパニ、トライアングル、弦五部

## 曲の構成
ロ短調。ロンド形式。力強い斉奏の序奏の後、ヴァイオリン、木管でワルツ主題Aが奏される。短い経過句を挟んで一旦結句となった後、流麗な主題Bが現れるが、再びAが登場し高揚する。次に主題Cが現れしばらく奏され、もう一度Aが顔を出した後、ホルンに新しい主題Dが登場、後半は弦のスタッカートがリズムを刻む。続いて主題Bが再び奏され、主題Aで一旦締め括る。その後、トライアングルを伴う軽妙な主題Eがしばらく奏された後、最後は主題Aを振り返り力強く終わる。
演奏時間は7分から9分。